# Stephen Thompson (peleador)
Stephen Randall Thompson (Simpsonville, Carolina del Sur, Estados Unidos; 11 de febrero de 1983) es un artista marcial mixto estadounidense que actualmente compite en la categoría de peso wélter de Ultimate Fighting Championship (UFC). Es un ex-kickboxer y finalizó su carrera invicto con 37 peleas amateurs y 21 peleas profesionales. Thompson es reconocido como uno de los mejores strikers de UFC. Desde el 12 de marzo de 2024, está en la posición #9 del ranking de peso wélter de UFC.

## Primeros años
Thompson empezó a entrenar kempo a los tres años. Su padre era peleador profesional y tenía una escuela de karate.
Con 14 años, Thompson comenzó a practicar jiu-jitsu y kickboxing dentro del full contact, para finalmente a los 20, practicar jiu-jitsu brasileño, y, a los 26, iniciar su carrera en artes marciales mixtas.

## Carrera de artes marciales mixtas

### Ultimate Fighting Championship

#### 2012
Thompson estaba programado para enfrentar a Justin Edwards el 4 de febrero de 2012, en UFC 143, reemplazando a un lesionado Mike Stumpf. Sin embargo, Edwards fue obligador a retirarse por una lesión y fue reemplazado por Dan Stittgen. Thompson ganó la pelea por KO en el primer asalto. Esta victoria lo hizo merecedor del premio de Knockout de la Noche.
Thompson enfrentó a Matt Brown el 21 de abril de 2012, en UFC 145. Perdió la pelea por decisión unánime (30–27, 29–27 y 30–27).
Thompson estaba programado para enfrentar a Besam Yousef el 17 de noviembre de 2012, en UFC 154. Sin embargo, Thompson fue obligado a retirarse de la pelea por una lesión de rodilla y fue reemplazado por Matthew Riddle.

#### 2013
Thompson estaba programado para enfrentar a Amir Sadollah el 25 de mayo de 2013, en UFC 160. Sin embargo, Sadollah se retiró de la pelea, citando una lesión, y fue reemplazado por Nah-Shon Burrell. Thompson ganó la pelea por decisión unánime.
Thompson enfrentó a Chris Clements el 21 de septiembre de 2013, en UFC 165. Luego de tirar a Clements dos veces, Thompson ganó la pelea por KO en el segundo asalto.

#### 2014
Thompson enfrentó al futuro campeón de peso mediano de UFC Robert Whittaker el 22 de febrero de 2014, en UFC 170. Thompson ganó la pelea por TKO en el primer asalto. Esta victoria lo hizo merecedor del premio de Actuación de la Noche.
Thompson enfrentó a Patrick Côté el 27 de septiembre de 2014, en UFC 178. A pesar de tirar a Côté en el tercer asalto y casi noquearlo, Thompson terminó perdiendo la pelea por decisión unánime.

#### 2015
Thompson estaba programado para enfrentar a Brandon Thatch el 14 de febrero de 2015, en UFC Fight Night 60. Sin embargo, Thompson se retiró de la pelea el 30 de enero, citando una lesión de costilla, y fue reemplazado por el ex-Campeón de Peso Ligero de UFC Benson Henderson.
Thompson enfrentó a Jake Ellenberger el 12 de julio de 2015, en The Ultimate Fighter 21 Finale. Ganó la pelea por KO en el primer asalto. Esta victoria lo hizo merecedor de su segundo premio de Actuación de la Noche.

#### 2016
Thompson estaba programado para enfrentar a Neil Magny el 2 de enero de 2016, en UFC 195. Sin embargo, Magny terminó reemplazando a un lesionado Matt Brown para enfrentar a Kelvin Gastelum el 21 de noviembre de 2015, en The Ultimate Fighter Latin America 2 Finale. Thompson fue removido de la pelea cartelera y reprogramado para enfrentar al ex-campeón Johny Hendricks el 6 de febrero de 2016, en UFC Fight Night 82. Ganó la pelea por TKO en el primer asalto. Esta victoria lo hizo merecedor de su tercer premio de Actuación de la Noche.
Thompson enfrentó a Rory MacDonald el 18 de junio de 2016, en UFC Fight Night 89. Ganó la pelea por decisión unánime (50–45, 50–45 y 48–47).
Thompson enfrentó a Tyron Woodley por el Campeonato de Peso Wélter de UFC el 12 de noviembre de 2016, en UFC 205. La pelea terminó en un empate mayoritario con dos jueces puntuando la pelea 47–47 y el tercero 48–47 en favor de Woodley. Sin embargo, hubo un poco de controversia puesto que el resultado fue inicialmente anunciado como un empate dividido para Woodley, sólo para ser corregido momentos después cuando la decisión mayoritaria fue anunciada. Esta pelea lo hizo merecedor de su primer premio de Pelea de la Noche. El presidente de UFC Dana White declaró que esperaba que una revancha fuera lo siguiente para ambos peleadores.

#### 2017
La revancha con Woodley se llevó a cabo el 4 de marzo de 2017, en el evento estelar de UFC 209. Thompson perdió la pelea por decisión mayoritaria (48–47, 47–47, y 48–47). En una muestra de 19 medios especializados, cinco le dieron la pelea a Woodley, seis le dieron la pelea a Thompson, y ocho dieron un empate.
Thompson enfrentó a Jorge Masvidal el 4 de noviembre de 2017, en UFC 217. Ganó la pelea por una muy dominante decisión unánime (30–26, 30–27, y 30–27).

#### 2018
Como la primera pelea de su nuevo contrato de múltiples pelea, Thompson enfrentó a Darren Till el 27 de mayo de 2018 en UFC Fight Night 130. En el pesaje, Till pesó 174.5 libras, 3.5 libras sobre el límite no-titular de peso wélter. Luego de negociar con el equipo de Thompson, la pelea prosiguió en un peso pactado, con la estipulación de que Till no podía pesar más de 188 libras el día de la pelea. Till también fue multado con el 30 por ciento de su bolsa que fue hacía Thompson. Thompson perdió la pelea por una controvertida decisión unánime (48–47, 49–46, y 49–46). 22 de 25 medios especializados le dieron la pelea a Thompson.

#### 2019
Thompson enfrentó a le ex-campeón de peso ligero de UFC Anthony Pettis el 23 de marzo de 2019, en el evento estelar de UFC on ESPN+ 6. A pesar de dominar la mayoría de la pelea, perdió la pelea por nocaut en el segundo asalto, marcando la primera vez que Thompson es finalizado en MMA o kickboxing.
Thompson enfrentó a Vicente Luque el 2 de noviembre de 2019, en UFC 244. Ganó la pelea por decisión unánime. Esta pelea lo hizo merecedor del premio de Pelea de la Noche.

#### 2020
Thompson enfrentó a Geoff Neal el 19 de noviembre de 2020, en la estelar de UFC Fight Night 183. Ganó la pelea por decisión unánime. Esta victoria lo hizo merecedor del premio de Actuación de la Noche.

#### 2021
Thompson enfrentó a Gilbert Burns el 10 de julio de 2021, en UFC 264  Perdió la pelea por decisión unánime.
Como la primera pelea de su nuevo contrato de seis pelea, Thompson enfrentó a Belal Muhammad el 18 de diciembre de 2021, en UFC Fight Night: Lewis vs. Daukaus. Perdió la pelea por decisión unánime.

#### 2022
Thompson enfrentó a Kevin Holland el 3 de diciembre de 2022, en la estelar de UFC on ESPN 42. Ganó la pelea por TKO luego de que la esquina de Holland detuviera la pelea luego del cuarto asalto. Esta pelea lo hizo merecedor de su tercer premio de Pelea de la Noche.

#### 2023

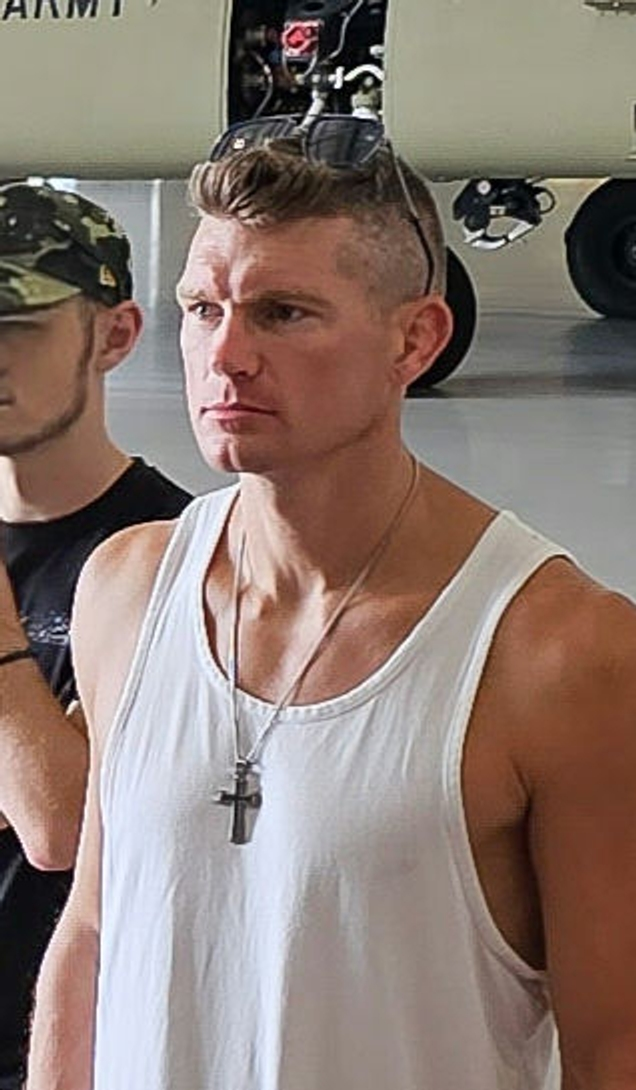
Thompson en 2023

Thompson estaba programado para enfrentar a Michel Pereira el 29 de julio de 2023, en UFC 291. Sin embargo, en el pesaje, Pereira pesó 174 libras, 3 libras sobre el límite de peso wélter, y Thompson rechazó continuar la pelea en un peso pactado, por lo que la pelea fue cancelada.
Thompson enfrentó a Shavkat Rakhmonov el 16 de diciembre de 2023, en UFC 296. Perdió la pelea por sumisión en el segundo asalto.

#### 2024
Thompson está programado para enfrentar a Joaquin Buckley el 5 de octubre de 2024, en UFC 307.

## Estilo de pelea
Thompson es conocido por su estilo de karate Kempo que ha entrenado desde temprana edad. Este background de karate es evidente en la postura que adopta, ya que separa sus pies y deja sus manos bajas. Este estilo muy poco común en MMA, ya que la mayoría de los peleadores tienen backgrounds de wrestling o jiu-jitsu, o de disciplinas como el boxeo, muay thai, u otros estilos de kickboxing. Su amplita postura de karate le permite manejar la distancia y lanzar patadas rápidamente, que es reconocido por hacer. Muchos analistas y peleadores han elogiado a 'Wonderboy' por su habilidad de mantener a otros peleadores en su rango mientras que se mantiene fuera del rango de sus oponentes. El riesgo de ser noqueado obliga a la mayoría de peleadores a mantener sus manos arriba, pero Thompson, al igual que peleadores como Jiří Procházka, mantiene sus manos muy bajas. Los beneficios de una guardia baja son que tus golpes y codazos se vuelven más difíciles de predecir y que estás más preparado para defender los derribos. Thompson se adecua más a mantener sus manos baja que otros peleadores que adoptan posturas de MMA más ortodoxas, ya que él puede negar del riesgo de ser golpeado con juego de pies y sus movimientos rápidos. Su juego de pies es descrito como "saltar de un lado a otro", como peleadores como Conor McGregor hacen. El beneficio de este "salto" mientras se está en una posición neutral es que, igual que la guardia baja o inexistente, tus golpes y tu movimiento se vuelven impredecibles.

## Vida personal
Thompson es cristiano.
La hermana de Thompson está casada con Carlos Machado y el hermano de Thompson, Tony, está casado con la hermana de Chris Weidman.
En 2017, firmó un contrato con la agencia de modelaje internacional IMG Models.

## Campeonatos y logros

### Artes marciales mixtas
- Ultimate Fighting Championship
  - Pelea de la Noche (Tres veces) vs. Tyron Woodley, Vicente Luque y Kevin Holland[76][77][78]
  - KO de la Noche (Una vez) vs. Dan Stittgen[79]
  - Actuación de la Noche (Cuatro veces) vs. Robert Whittaker, Jake Ellenberger, Johny Hendricks, y Geoff Neal[80][81][82][83]
- MMAjunkie.com
  - Pelea del Mes de diciembre de 2022 vs. Kevin Holland[84]

### Kickboxing
- Referencia:[85]
  - Campeón Mundial de peso crucero W.A.K.O (2005)[86]
  - Campeón Mundial de peso crucero I.A.K.S.A (2003)
  - Campeón Mundial Amateur de peso crucero I.K.F (2003)[87]
  - Campeón Norteamericano del Torneo Amateur de peso crucero I.K.F (2002)[88]
  - Campeón Nacional de peso semipesado I.K.F (2002)[89]
  - Campeón Mundial Amateur de peso semipesado W.P.K.A (2001)
  - Campeón Mundial Amateur de peso semipesado U.S.A.K.B.F (2001)
  - Campeón Nacional Amateur de peso semipesado P.K.C (2001)
  - Campeón Nacional del Torneo Amateur de peso semipesado I.K.F (2001)[89]
  - Campeón Norteamericano del Torneo Amateur de peso medio U.S.A.K.B.F (2000)
  - Campeón Nacional Amateur de peso superwélter P.K.C (2000)
  - Campeón Nacional Amateur del Torneo de peso medio I.K.F (2000)[90]
  - Campeón Sureste del Torneo Amateur de peso superwélter I.K.F (2000)
  - Campeón Sureste Amateur de peso medio I.S.K.A (2000)
  - Campeón Amateur del Estado de Georgia de peso medio I.S.K.A (1999)

## Récord en artes marciales mixtas
| Récord profesional | Récord profesional | Récord profesional |
| 27 peleas          | 17 victorias       | 9 derrotas         |
| ------------------ | ------------------ | ------------------ |
| Nocaut             | 8                  | 2                  |
| Sumisión           | 1                  | 1                  |
| Decisión           | 8                  | 6                  |
| Empate             | 1                  | 1                  |

| Resultado | Récord | Oponente          | Método                        | Evento                                  | Fecha                    | Ronda | Tiempo | Localización                 | Notas                                                       |
| --------- | ------ | ----------------- | ----------------------------- | --------------------------------------- | ------------------------ | ----- | ------ | ---------------------------- | ----------------------------------------------------------- |
| Derrota   | 17–9–1 | Gabriel Bonfim    | Decisión (dividida)           | UFC: Fight Night: Lewis vs. Teixeira    | 12 de julio de 2025      | 3     | 5:00   | Nashville, Tennessee         |                                                             |
| Derrota   | 17–8–1 | Joaquin Buckley   | KO (golpe)                    | UFC 307                                 | 5 de octubre de 2024     | 2     | 2:17   | Salt Lake City, Utah         |                                                             |
| Derrota   | 17–7–1 | Shavkat Rakhmonov | Sumision (rear-naked choke)   | UFC 296                                 | 16 de diciembre de 2023  | 2     | 4:56   | Las Vegas, Nevada            |                                                             |
| Victoria  | 17–6–1 | Kevin Holland     | TKO (parada de esquina)       | UFC on ESPN: Thompson vs. Holland       | 3 de diciembre de 2022   | 4     | 5:00   | Orlando, Florida             | Pelea de la Noche.                                          |
| Derrota   | 16–6–1 | Belal Muhammad    | Decisión (unánime)            | UFC Fight Night: Lewis vs. Daukaus      | 18 de diciembre de 2021  | 3     | 5:00   | Las Vegas, Nevada            |                                                             |
| Derrota   | 16–5–1 | Gilbert Burns     | Decisión (unánime)            | UFC 264                                 | 10 de julio de 2021      | 3     | 5:00   | Las Vegas, Nevada            |                                                             |
| Victoria  | 16–4–1 | Geoff Neal        | Decisión (unánime)            | UFC Fight Night: Thompson vs. Neal      | 19 de diciembre de 2020  | 5     | 5:00   | Las Vegas, Nevada            | Actuación de la Noche.                                      |
| Victoria  | 15–4–1 | Vicente Luque     | Decisión (unánime)            | UFC 244                                 | 2 de noviembre de 2019   | 3     | 5:00   | New York City, New York      | Pelea de la Noche.                                          |
| Derrota   | 14–4–1 | Anthony Pettis    | KO (golpe)                    | UFC Fight Night: Thompson vs. Pettis    | 23 de marzo de 2019      | 2     | 4:55   | Nashville, Tennessee         |                                                             |
| Derrota   | 14–3–1 | Darren Till       | Decisión (unánime)            | UFC Fight Night: Thompson vs. Till      | 27 de mayo de 2018       | 5     | 5:00   | Liverpool                    | Pelea en peso pactado (174.5 lbs); Till no dio el peso.     |
| Victoria  | 14–2–1 | Jorge Masvidal    | Decisión (unánime)            | UFC 217                                 | 4 de noviembre de 2017   | 3     | 5:00   | New York City, New York      |                                                             |
| Derrota   | 13–2–1 | Tyron Woodley     | Decisión (mayoritaria)        | UFC 209                                 | 4 de marzo de 2017       | 5     | 5:00   | Las Vegas, Nevada            | Por el Campeonato de Peso Wélter de UFC.                    |
| Empate    | 13–1–1 | Tyron Woodley     | Empate (mayoritario)          | UFC 205                                 | 12 de noviembre de 2016  | 5     | 5:00   | New York City, New York      | Por el Campeonato de Peso Wélter de UFC. Pelea de la Noche. |
| Victoria  | 13–1   | Rory MacDonald    | Decisión (unánime)            | UFC Fight Night: MacDonald vs. Thompson | 18 de junio de 2016      | 5     | 5:00   | Ontario                      |                                                             |
| Victoria  | 12–1   | Johny Hendricks   | KO (golpes)                   | UFC Fight Night: Hendricks vs. Thompson | 6 de febrero de 2016     | 1     | 3:31   | Las Vegas, Nevada            | Actuación de la Noche.                                      |
| Victoria  | 11–1   | Jake Ellenberger  | KO (patada con giro y golpes) | The Ultimate Fighter 21 Finale          | 12 de julio de 2015      | 1     | 4:29   | Las Vegas, Nevada            | Actuación de la Noche.                                      |
| Victoria  | 10–1   | Patrick Côté      | Decisión (unánime)            | UFC 178                                 | 27 de septiembre de 2014 | 3     | 5:00   | Las Vegas, Nevada            |                                                             |
| Victoria  | 9–1    | Robert Whittaker  | TKO (golpes)                  | UFC 170                                 | 22 de febrero de 2014    | 1     | 3:43   | Las Vegas, Nevada            | Actuación de la Noche.                                      |
| Victoria  | 8–1    | Chris Clements    | KO (golpes)                   | UFC 165                                 | 21 de septiembre de 2013 | 2     | 1:27   | Toronto                      |                                                             |
| Victoria  | 7–1    | Nah-Shon Burrell  | Decisión (unánime)            | UFC 160                                 | 25 de mayo de 2013       | 3     | 5:00   | Las Vegas, Nevada            |                                                             |
| Derrota   | 6–1    | Matt Brown        | Decisión (unánime)            | UFC 145                                 | 21 de abril de 2012      | 3     | 5:00   | Atlanta, Georgia             |                                                             |
| Victoria  | 6–0    | Dan Stittgen      | KO (patada a la cabeza)       | UFC 143                                 | 4 de febrero de 2012     | 1     | 4:13   | Las Vegas, Nevada            | KO de la Noche.                                             |
| Victoria  | 5–0    | Patrick Mandio    | Decisión (unánime)            | Fight Party: Masquerade Fight Party     | 1 de octubre de 2011     | 3     | 5:00   | Atlanta, Georgia             |                                                             |
| Victoria  | 4–0    | William Kuhn      | Decisión (unánime)            | Xtreme Chaos 2                          | 15 de julio de 2011      | 3     | 5:00   | Anderson, Carolina del Sur   |                                                             |
| Victoria  | 3–0    | Marques Worrell   | Sumisión (rear-naked choke)   | Fight Party: Greenville Kage Fighting 2 | 18 de septiembre de 2010 | 2     | 3:08   | Greenville, Carolina del Sur |                                                             |
| Victoria  | 2–0    | Daniel Finz       | TKO (golpes)                  | Fight Party: Xtreme Cage Fighting 2     | 22 de mayo de 2010       | 1     | 3:45   | Greenville, Carolina del Sur |                                                             |
| Victoria  | 1–0    | Jeremy Joles      | TKO (golpes)                  | Fight Party: Greenville Kage Fighting   | 5 de febrero de 2010     | 2     | 3:40   | Greenville, Carolina del Sur |                                                             |